# Petar Šegvić
Petar Šegvić (Spalato, 25 giugno 1930 – Spalato, 7 giugno 1990) è stato un canottiere jugoslavo.

## Palmarès

### Olimpiadi
- Oro a Helsinki 1952 nel quattro senza.